# This Woman Is Mine
This Woman Is Mine (Brasil: Esta Mulher Me Pertence / Portugal: O Senhor dos Oceanos) é um filme norte-americano de 1941, do gênero aventura, dirigido por Frank Lloyd e estrelado por Franchot Tone e John Carroll.

## Sinopse
Nova Iorque, 1810. John Jacob Astor organiza uma expedição para o Oregon, com o intuito de conseguir peles. O navio é comandado pelo severo Capitão Jonathan Thorne, que exige até o sangue da tripulação e dos passageiros. Entre esses estão Robert Stevens, agente de Astor, o aventureiro franco/canadense Ovide de Montigny e a bela clandestina Julie Morgan, além dos comerciantes Duncan MacDougall e Angus McKay. Enquanto Robert e Ovide brigam pelas atenções de Julie, o navio é atacado por índios às margens do Rio Columbia. Por fim, a embarcação explode e leva consigo dezenas de almas.

## Premiações
| Patrocinador                                  | Prêmio | Categoria                              | Situação |
| --------------------------------------------- | ------ | -------------------------------------- | -------- |
| Academia de Artes e Ciências Cinematográficas | Oscar  | Melhor Trilha Sonora (Filme dramático) | Indicado |

## Elenco
| Ator/Atriz      | Personagem              |
| --------------- | ----------------------- |
| Franchot Tone   | Robert Stevens          |
| John Carroll    | Ovide de Montigny       |
| Walter Brennan  | Capitão Jonathan Thorne |
| Carol Bruce     | Julie Morgan            |
| Nigel Bruce     | Duncan MacDougall       |
| Paul Hurst      | Mumford                 |
| Frank Conroy    | Fox                     |
| Leo G. Carroll  | Angus 'Sand' McKay      |
| Abner Biberman  | Lamazie                 |
| Sig Ruman       | John Jacob Astor        |
| Morris Ankrum   | Roussel                 |
| Louis Mercier   | Marcel La Fantasie      |
| Philip Charbert | Franchere               |
| Ignacio Sáenz   | Matouna                 |
| Ray Beltram     | Chefe Nakoomis          |